# Río de los Remedios
Río de los Remedios est une station de la Ligne B du métro de Mexico, dans les délégations Nezahualcóyotl et État de Mexico.

## La station
La station est ouverte en 2000.
L'icône de la station est un voilier avec une couronne.
Río de los Remedios est l'un des rares cours d'eau encore existantes de Mexico. Cette rivière, ainsi que d'autres, font partie du bassin de la rivière Moctezuma dans la région hydrologique de Pánuco. Selon la Commission nationale de l'eau; ses eaux se mélangent avec le grand canal de drainage qui vient du District fédéral un distributeur, d'où le grand canal continue vers le nord et la rivière de Remedios vers l'est.